# Penstemonia brevifolia
Penstemonia brevifolia är en fjärilsart som beskrevs av Engelhardt 1946. Penstemonia brevifolia ingår i släktet Penstemonia och familjen glasvingar. Inga underarter finns listade i Catalogue of Life.